# The Third Man (album)
The Third Man is het zesde muziekalbum dat de jazztrompettist Enrico Rava heeft opgenomen voor ECM Records. Het is opgenomen in de Auditorio Radio Svizzeria te Lugano. Hij heeft het album opgenomen met Stefano Bollani aan de piano.

## Composities
1. Estate (Bruno Martino / Bruno Brighetti)
2. The third man (Rava/Bollani)
3. Sun bay (Rava)
4. Retrato em branco u preto (Antonio Carlos Jochim)
5. Birth of a butterfly (Rava)
6. Compari (Rava)
7. Sweet light (Rava)
8. Santa Teresa (Bollani)
9. Felipe (Moacir Sabtos)
10. In search of Titania (Rava)
11. Retrato em braco y preto (variatie)
12. Birth of a butterfly (variatie).